# キム・ヨンチョル (俳優)
キム・ヨンチョル (김영철、1953年2月25日 - ) は、韓国の俳優。

## 略歴・人物
1953年韓国慶尚北道大邱市 (現：大邱広域市) に生れる。仁川体育専門大学中退。1973年劇団「民芸」に入団して芸能活動を始め、1977年テレビドラマ『ヤ・コムネヤ (야 곰례야)』でデビュー。その後多くのテレビドラマや映画に出演し、1989年に『トゥ・ソギャン (두 석양)』で百想芸術大賞テレビ部門の男性最優秀演技賞を受賞。2001年には『太祖王建』で同賞を再受賞。2013年に韓国放送演技者協会の第22代理事長に就任した。
身長173cm、体重78kg。家族は妻でタレントのイ・ムニ (이문희)と息子二人。サッカーが得意で、趣味はゴルフ。

## 主な出演作品

### テレビドラマ
- トゥ・ソギャン - 두 석양（1989年、KBS）
- ヒョン - 형（1991年、KBS） - 主演「弟」役 [7]
- 王道 - 왕도（1991年、KBS） -  主演 ホン・グギョン 役
- あの野菊の如く（1993年、KBS） - ペ・ジョンス役
- 風の息子（1995年、KBS） - チャン・ハス役
- 朝鮮地図物語 キム・ジョンホの生涯 - （1995年、KBS） - 主演 キム・ジョンホ役[要出典]
- マンナム - 만남（1996年、SBS） - 主演 ハン・ビョンフン役[4]
- ポムナルン・カンダ - 봄날은 간다（1997年、KBS） - 主演 ヨン・ジンス役[4]
- 太祖王建 - 태조 왕건（2000年-2002年、KBS） - クンイェ役
- 危機の男 - 위기의 남자（2002年、MBC） - 主演 イ・ドンジュ役
- 野人時代 - 야인시대（2002年-2003年、SBS） - 主演 壮年期のキム・ドゥハン 役
- ソウル1945 - 서울 1945（2006年、KBS） - ムン・ジョングァン役
- どれだけ好きなの（2006年、MBC） - イ・マンボク役
- 新・ソウルトゥッペギ - 돌아온 뚝배기（2008年、KBS） - 主演 カン社長役
- 大王世宗 - 대왕세종（2008年、KBS）太宗（テジョン） 役
- IRIS-アイリス- - 아이리스 시즌1（2009年、KBS） - ペク・サン役
- 名家 - 명가（2010年、KBS） - チェ・ジルリム役
- 美しき人生 - 인생은 아름다워（2010年、SBS） - ヤン・ビョンテ役
- 王女の男 - 공주의 남자（2011年、KBS） - 首陽大君（スヤンテグン）役
- アボジガ・ミアナダ - 아버지가 미안하다（2012年、TV朝鮮） - 主演 ヨンマン役
- 赤道の男 - 적도의 남자（2012年、KBS） - チン・ノシク役
- 星も月もあなたへ - 별도 달도 따줄게（2012年、KBS） - ソ・マンホ役
- 優しい男 - 세상 어디에도 없는 착한 남자（2012年、KBS） - ソ会長役
- アイリス2 - 아이리스2（2013年、KBS） - ペク・サン役
- 剣と花（2013年、KBS） - 栄留（ヨンリュ）王、コ・ゴンム役
- 本当に良い時代（2014年、KBS） - カン・テソプ役
- 太陽がいっぱい（2014年、KBS） - ハン・テオ役
- チャン・ヨンシル～朝鮮伝説の科学者～（2016年、KBS） - 太宗（テジョン）、イ・バンウォン役
- ハッピー・レストラン～家和萬事成～（2016年、MBC） - ポン・サムボン役
- 適齢期惑々ロマンス～お父さんが変!?～（2017年、KBS） - ピョン・ハンス（イ・ユンソク）役
- クリミナル・マインド:KOREA（2017年、tvN） - ペク・サン役
- 私の国（2019年、JTBC） - イ・ソンゲ役
- TIMES〜未来からのSOS〜（2021年、OCN） - イ・ギテ役
- 太宗イ・バンウォン （2021年、KBS）- イ・ソンゲ役

### 映画
- ハヤン・ミソ - 하얀 미소 (1980年) 主演 [7]
- モクタボリン・ヌングム - 먹다버린 능금 (1985年) 主演
- ヨンジャウィ・チョンソンシデ '87 - 영자의 全盛時代 '87 (1987年) 主演
- タラナン・マル - 달아난 말 (1988年) 主演
- オプ - 業 (1988年) 主演
- 甘い人生 - 달콤한 인생 (2005年) カン社長役
- あいつの声 - 그놈 목소리 (2007年) キム・ウクチュン役
- マイ・ファーザー - 마이파더 (2007年) 主演 ファン・ナムチョル役
- アイリス -THE LAST- - 아이리스－국장판 (2010年) ペク・サン役
- アイリス２：LAST GENERATION - 아이리스Ⅱ：더 무비 (2013年) ペク・サン役
- 技術者たち - 기술자들 (2014年) チョ・デジン役
- ごめんね 愛してる ありがとう (2014年)

## 受賞歴
- 1985年 KBS演技大賞 優秀演技賞 [1]
- 1987年 KBS演技大賞 優秀演技賞
- 1989年 第25回百想芸術大賞 TV部門 男性最優秀演技賞 - 『トゥ・ソギャン』
- 1996年 KBS演技大賞 優秀演技賞
- 2000年 KBS演技大賞 大賞 - 『太祖王建』
- 2001年 第37回百想芸術大賞 TV部門 男性最優秀演技賞 - 『太祖王建』
- 2001年 第28回韓国放送大賞 タレント賞
- 2001年 ベストドレッサー特別賞
- 2003年 SBS演技大賞 10大スター賞
- 2003年 SBS演技大賞 連続劇部門 男性演技賞 - 『野人時代』
- 2007年 コリア・ドラマ・フェスティバル 特別賞
- 2008年 第16回利川春史 (イチョン・チュンサ) 大賞映画祭 男優助演賞 - 『マイ・ファーザー』[8]
- 2012年 KBS演技大賞 日々劇部門 男性優秀演技賞 - 『星も月もあげる』
- 2017年 KBS演技大賞 大賞 - 『お父さんが変』